# Each Dawn I Die
Each Dawn I Die és una pel·lícula estatunidenca dirigida per William Keighley, estrenada el 1939.

## Argument
El reporter Frank Ross denuncia en la premsa les maquinacions d'un home corromput, candidat a les eleccions, el fiscal de districte Jesse Hanley. Aquest envia els seus homes per neutralitzar Frank. Víctima d'un cop preparat, Frank es troba a presó on fa amistat amb un capo, Hood Stacey, qui l'ajudarà a fer esclatar la veritat.

## Repartiment
- James Cagney: Frank Ross
- George Raft: 'Hood' Stacey
- Jane Bryan: Joyce Connover
- George Bancroft: John Armstrong
- Max 'Slapsie Maxie' Rosenbloom: Fargo Red
- Stanley Ridges: Mueller
- Alan Baxter: Pole Cat Carlisle
- Victor Jory: W.J. Grayce
- John Wray: Pete Kassock
- Edward Pawley: Dale
- Willard Robertson: Lang
- Emma Dunn: Sra. Ross
- Paul Hurst: Garsky
- Louis Jean Heydt: Lassiter
- Joe Downing: Limpy Julien
- Thurston Hall: Jesse Hanley, procurador general
- William Davidson: Bill Mason
- Abner Biberman: Snake Edwards
- Charles Trowbridge: jutge
- Harry Cording: Temple
- John Harron: Lew Keller
- John Ridgely: Jerry Poague
- Selmer Jackson: Patterson

## Crítica
Adequat vehicle per les seves dues estrelles, amb evidents punts d'interès, qur es dilueixen en un final convencional.